# Jüdische Gemeinde Rust
Eine Jüdische Gemeinde in Rust, einer Gemeinde im Ortenaukreis in Baden-Württemberg, bestand seit dem 17. Jahrhundert.

## Geschichte
Die Entstehung der neuzeitlichen jüdischen Gemeinde geht auf das 17. Jahrhundert zurück, denn erstmals wird 1676 ein Jude Samuel aus Rust genannt. Die jüdischen Familien lebten vor allem vom Handel mit Vieh und anderen Waren.
Von 1833 bis 1876 bestand eine jüdische Elementarschule (Volksschule), für die ein Lehrer angestellt war.

## Synagoge
Im Jahr 1746 wurde in einem Privathaus ein Betsaal eingerichtet. Dieser Betsaal wurde für die steigende Zahl der Gemeindemitglieder zu klein und 1835 konnte die jüdische Gemeinde ein Grundstück für eine neue Synagoge in der Ritterstraße kaufen. Mangels finanzieller Mittel musste der Bau der neuen Synagoge aufgeschoben werden. Von 1855 bis 1857 wurde nach den Plänen des Architekten Georg Jakob Schneider aus Freiburg die Synagoge gebaut und am 4. September 1857 feierlich eingeweiht. Die maurischen Stilelemente, wie die Hufeisenbögen der Fenster, waren typisch für die damalige Zeit. Über dem Eingangsportal war die hebräische Inschrift zu lesen: Hüte deinen Fuß, wenn du in das Haus Gottes gehst. Er ist nahe zu hören (Prediger 4,17).
Die Synagoge diente der jüdischen Gemeinde bis 1930 zum Gottesdienst. Da in Rust der nötige Minjan nicht mehr zustande kam, besuchten die jüdischen Bewohner von Rust die Gottesdienste in Altdorf.
Während der Novemberpogrome 1938 wurde die Ruster Synagoge verwüstet und sämtliche Fensterscheiben eingeschlagen. 1940 wurde das Gebäude durch französischen Artilleriebeschuss schwer beschädigt und 1941 kaufte die Gemeinde Rust die Synagoge. 1965 wurde die Synagoge abgebrochen und das Grundstück wurde mit einem Lagerhaus der Raiffeisengenossenschaft überbaut, an dem eine Gedenktafel für die Synagoge angebracht wurde.

## Nationalsozialistische Verfolgung
Das Gedenkbuch des Bundesarchivs verzeichnet 17 in Rust geborene jüdische Bürger, die dem Völkermord des nationalsozialistischen Regimes zum Opfer fielen.

## Gemeindeentwicklung
| Jahr | Gemeindemitglieder |
| ---- | ------------------ |
| 1740 | 10 Familien        |
| 1809 | 5 Familien         |
| 1864 | 219 Personen       |
| 1933 | 26 Personen        |